# Алі Бабба ібн Белло
Алі Бабба (Алію) ібн Мухаммад Белло (1804 — 21 жовтня 1859) — султан Сокото в 1842—1859 роках.

## Життєпис
Старший син Мухаммада Белло, султана Сокото, і наложниці з хауса Ладі. Народився 1804 року в м.Вурмо. Здобув класичну ісламську освіту. Брав участь у походах та державних справах батька.
1842 року після смерті стрийка — Абу-Бакра Атіку — обирається новим султаном Сокото. Спрямував свої зусилля на зміцнення держави, залагодивши конфлікти з емірами, які знову стали опорою султана. Невдовзі після сходження на трон приборкав повстання в Гобірі. Також остаточно замирився з Борну, оскільки постав перед загрозою розпаду держави через повстання 1849 року еміратів Кеббі, Денді і Замфарі. Султанським військам вдалося придушити ці виступи, захопивши Якубу Надаре, еміра Кеббі, а родича Ахмаду Атіку, еміра Замфарі, підкоритися. Але султан не зміг приборкати емірат Хадеджія, що після 10-річної війни домігся фактичної незалежності.
1853 року завдяки посередництву Генріха Барта домовився про торгівлю з британцями, які закріпилися в Лагосі. Також зміцнено торгівельні угоди з усіма мусульманськими сусідами.
В подальшому підкорив емірат Бусса в Боргу, який знову став незалежним. Здійснив походи на північний захід, встановивши зверхність над тамтешніми туарегами. Помер 1859 року. Йому спадкував стриєчний брат Ахмаду Атіку.